# U–536
Az U–536 tengeralattjárót a német haditengerészet rendelte a hamburgi Deutsche Werft AG-től 1941. április 10-én. A hajót 1943. január 13-án állították szolgálatba. Két harci küldetése volt, hajót nem süllyesztett el.

## Pályafutása
Első járőrszolgálatára 1943. június 1-jén futott ki Kielből Rolf Schauenburg kapitány irányításával. Az Atlanti-óceán északi részén vadászott, de nem sikerült egy hajót sem elsüllyesztenie. Második harci küldetésén a kanadai partok előtt cserkészett, de ismét sikertelen volt. A hazavezető úton, 1943. november 20-án, északkeletre az Azori-szigetektől egy brit fregatt, a HMS Nene és két kanadai korvett, a HMCS Snowberry és a HMCS Calgary mélységi bombákkal elpusztította. A legénységből 38-an meghaltak, 17-en túlélték a támadást.

## Kapitány
| Név              | Kezdőnap         | Zárónap            |
| ---------------- | ---------------- | ------------------ |
| Rolf Schauenburg | 1943. január 13. | 1943. november 20. |

## Őrjáratok
| Indulás | Indulónap           | Érkezés | Zárónap            |
| ------- | ------------------- | ------- | ------------------ |
| Kiel    | 1943. június 1.     | Lorient | 1943. július 9.    |
| Lorient | 1943. augusztus 29. | *       | 1943. november 20. |

* A tengeralattjáró nem érte el úti célját, elsüllyesztették